# Muško srce
Muško srce je epizoda Dilan Doga objavljenja u svesci br. 133. u izdanju Veseli četvrtak. Sveska je objavljena 19.04.2018. godine. Koštala je 270 dinara (2,3 €). Imala je 96 strane. Na početku epizode nalazi se kratak tekst Marka Šelića.

## Originalna epizoda
Originalna epizoda pod nazivom Il cuore degli uomini objavljena je u br. 342. edicije Dilan Doga koja je izašla u Italiji 27.02.2015. Epizodu je nacrtao Piero Dall'Agnol, scenario napisao Roberto Recchioni, a naslovnu stranu nacrtao Angelo Stano.

## Kratak sadržaj
Po ko zna koji put, Dilan Dog odlučuje da okonča ljubavnu priču i raskida sa devojkom Dorom. Dora ostaje slomljenog srca, nakon čega stvar u ruke uzima Dori otac Norman, bivši zaposlenik britanske obaveštajne službe MI6. Norman kidnapuje Dilana i pokušava policijskim metodama da ga natera ga prizna da, u stvari, nikad nije voleleo njegovu ćerku. Zadatak se ispostavlja težim nego što se očekivalo, jer Dilana ne želi da prizna da nije voleo Doru.